# اسدالله همدم
اسدالله همدم سیاست‌مدار اهل افغانستان است. وی توسط حامد کرزی رئیس جمهور افغانستان در سپتامبر ۲۰۰۷ به عنوان والی اروزگان منظور شد تا جای مولوی عبدالحکیم منیب را در این منصب بگیرد.